# Marisora aquilonaria
Marisora aquilonaria — вид сцинкоподібних ящірок родини сцинкових (Scincidae). Ендемік Мексики. Описаний у 2020 році.

## Поширення і екологія
Marisora aquilonaria мешкають на тихоокеанських схилах Південно-Західної Мексики, від Наярита до Герреро, південної Пуебли і Морелоса. Вони живуть в сухих тропічних лісах, трапляються поблизу людських поселень. Зустрічаються на висоті до 2000 м над рівнем моря.